# (5287) Heishu
5287 Heishu (1989 WE) est un astéroïde de la ceinture principale qui a été découvert le 20 novembre 1989 par Mizuno et Furuta à Kani.
Il est nommé en l'honneur de Hosoi Heishu un enseignant du confucianisme.

## Compléments